# Observatoire royal de Belgique
L’Observatoire royal de Belgique (ORB) est un observatoire astronomique belge fondé par Adolphe Quetelet. Il est actuellement situé au centre de l'avenue Circulaire à Uccle.

## Historique
L’histoire de l’Observatoire royal de Belgique débute en 1823 lorsqu’Adolphe Quetelet (1796-1874) émet l’idée de sa construction dans la partie méridionale du royaume uni des Pays-Bas. Ce premier édifice, l'ancien Observatoire royal de Bruxelles, est situé à Saint-Josse-ten-Noode, près de la porte de Schaerbeek, et est pourvu notamment d’un cercle mural d'Edward Troughton et William Simms, ainsi que de deux horloges de précision.
Parmi les observations réalisées grâce à ces instruments, nous pouvons citer la détermination des coordonnées de l’Observatoire, la différence de longitude entre les Observatoires de Bruxelles et de Greenwich, l’observation d’occultation d’étoiles par la Lune ainsi que des passages de Mercure devant le Soleil.
À partir de 1857, les chercheurs commencent à établir un catalogue d’étoiles destiné à une révision des mouvements propres.
Durant cette période initiale furent également entrepris des travaux relatifs à la météorologie et à la physique du globe.
Sous la direction de Jean-Charles Houzeau de Lehaie (1820-1888), successeur de Quetelet, l’Observatoire se développa en acquérant du matériel neuf. Le nouveau directeur crée une section spectroscopie et établit le réseau climatologique national.
En 1876, Jean-Charles Houzeau fait appel à François Van Rysselberghe pour l'attacher au service des prévisions météorologiques. Le 26 septembre 1876, l'Observatoire publie le premier Bulletin météorologique de son histoire.
C’est également sous la direction de Houzeau qu’est organisée la première expédition astronomique belge. Celle-ci permet à deux groupes d’observateurs de se rendre à Santiago du Chili et au Texas pour y observer le passage de Vénus devant le Soleil.
En 1883, commencent les travaux d’édification d’un nouvel établissement à Uccle. En 1890, le transfert des instruments s’effectue sous l’autorité de François Folie (1833-1905), le nouveau directeur.
Au début du XXe siècle, l’observatoire connaît une nouvelle période de développement. Forte de nombreux assistants, l’institution se dote d’un service de séismologie en 1904, d’un service de l’Heure modèle en 1905 et d’un service de la Carte du Ciel en 1907.
En 1913, le service météorologique est érigé en un établissement distinct et autonome : l’Institut royal météorologique de Belgique (IRM).
Dès 1925, sous la direction de Paul Stroobant (1868-1936), l’observatoire commence à s’enrichir d’instruments modernes et adaptés aux progrès réalisés dans les différents domaines de l’astronomie. Un département d’astrophysique est créé et la station sismologique est complétée de nouveaux appareils.
En 1936, la gestion de l’observatoire est confiée à Eugène Delporte (1882-1955) qui consacre tous ses efforts au développement de ses activités. Fervent observateur, il participe au programme d’observation des astéroïdes dont bon nombre furent découverts à cette époque.
Son successeur, Paul Bourgeois (1898-1974), mène l’observatoire dans une nouvelle ère d’expansion, tant par des réalisations propres que par sa participation à de grands projets internationaux. C’est à cette époque qu’est notamment mis en service le premier ordinateur et que naît la station de radioastronomie d'Humain, dans la province de Luxembourg. Installée par Raymond Coutrez, elle est composée de 48 paraboles. À la même époque, sont installées plusieurs stations souterraines pour l’étude des marée terrestres et, en 1957, l’Union géodésique et géophysique internationale charge un astronome de l’Observatoire royal de coordonner les observations de marées terrestres, ce qui créa le Service permanent des marées terrestres, dont le siège est fixé depuis lors à l’observatoire. En 1967, la Belgique ratifie la Convention portant la création d’une organisation européenne pour des recherches astronomiques de l’hémisphère austral. Cette adhésion à la convention ESO (European Southern Observatory) permet à de nombreux astronomes belges d’utiliser l’équipement de l’observatoire du Chili et d’accroître ainsi leurs possibilités scientifiques dans des domaines qui leur seraient restés interdits.
De 1981 à 1990, la direction de l’Observatoire est assurée par Paul Melchior (1925-2004). Durant son mandat, il crée et développe à Walferdange, au grand-duché du Luxembourg, un important laboratoire souterrain de géodynamique, de gravimètres, de pendules horizontaux, d’extensomètres horizontaux et verticaux, de clinomètres…

## Instituts

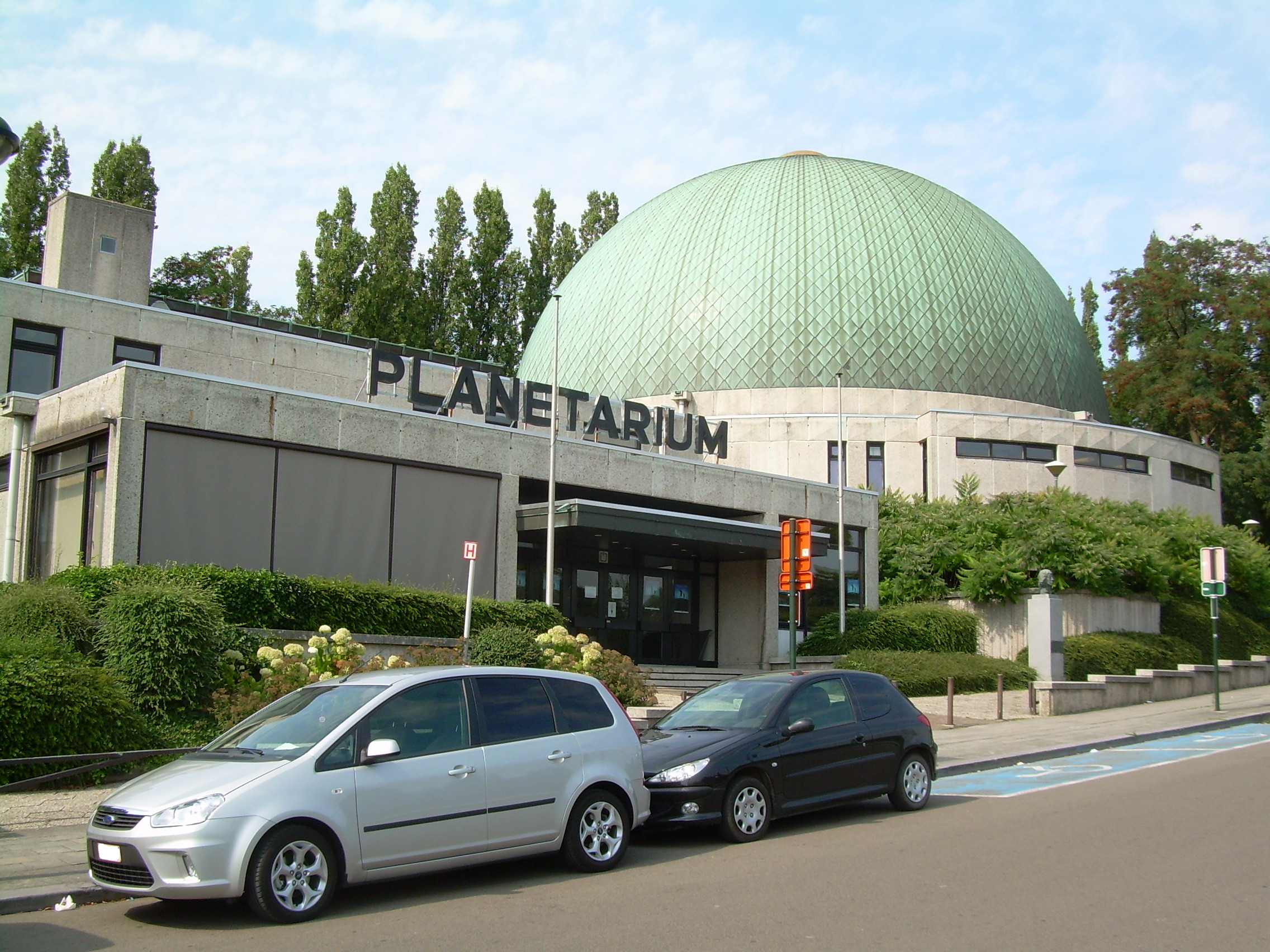
planétarium de l'Observatoire royal de Belgique situé à Bruxelles.

Au fil des années, des scissions se sont opérées afin de multiplier l'utilité de certains aspects, par la création d'instituts spécifiques. Le site entouré par l'avenue Circulaire à Uccle regroupe maintenant trois instituts distincts : l'Observatoire lui-même, l'Institut royal météorologique, et l'Institut royal d'aéronomie spatiale de Belgique (étude de la haute atmosphère sur Terre ou sur d'autres planètes et lunes). Les trois instituts, comprenant également le planétarium de l'Observatoire royal de Belgique sont regroupés dans un ensemble appelé Pôle Espace.

## Recherche scientifique
Actuellement l’Observatoire regroupe quatre directions opérationnelles dont chacune comprend plusieurs activités ou thèmes de recherche scientifiques:

### Systèmes de Référence et Planétologie
Les thèmes de recherche de cette direction opérationnelle sont : 
- La géodésie spatiale et les échelles de temps au moyen de satellites de navigation GNSS
- La mesure de l'heure et du transfert du temps
- La rotation de la Terre
- La géodésie et la géophysique des planètes telluriques et des lunes (planétologie)

### Sismologie et gravimétrie[4]
Cette direction opérationnelle se consacre à l'étude des tremblements de Terre et à la mesure des variations de la pesanteur (gravimétrie). Elle gère un réseau de stations de mesures sismiques sur l'ensemble du territoire belge ainsi que celui du Luxembourg.

### Astronomie et astrophysique
Les activités principales de cette direction opérationnelle sont les études observationnelles des étoiles ou autre objets du système solaire, l’analyse des données, la recherche théorique et la communication et la publication des résultats.
Les thèmes de recherche sont :
- Les étoiles massives
- L'évolution des étoiles
- Les étoiles doubles et multiples
- L'astérosismologie
- La rotation des étoiles
- La détection de planétoïdes[7]
- La numérisation des plaques photographiques d'objets stellaires[8]

### Physique solaire et météorologie spatiale
La direction opérationnelle “Physique Solaire et météorologie spatiale” est connue au niveau international sous le nom de Solar Influences Data analysis Center, SIDC. Ses activités consistent en l'étude du Soleil ainsi que de son influence sur le système solaire.
Ses différents thèmes de recherche sont :
- Le suivi à long terme de l'activité solaire au centre de données international SILSO[11]
- Les prédictions de météorologie spatiale via le Regional Warning Center Belgium
- Le traitement des images du Soleil et l'exploitation d'instruments spatiaux tels que PROBA-2
- La physique solaire fondamentale

## Accessibilité
L'Observatoire n'est généralement pas accessible au public.
Des week-ends « portes ouvertes » ont régulièrement lieu (par exemple les 3 et 4 octobre 2009, les 25 et 26 mai 2013, les 11 et 12 octobre 2014, les 29 et 30 septembre 2018),. Durant ces deux jours, l'Observatoire, l'Institut royal météorologique, et l'Institut royal d'Aéronomie Spatiale de Belgique sont accessibles au grand public.

## Cinéma
- En 1991, la cinéaste Eva Houdova reçoit le Prix Spécial du jury au Festival Filmer à tout prix pour Portrait de groupe avec lunette (film documentaire sur les astronomes de l'Observatoire royal de Belgique), tourné en 16 mm, 40 minutes[14].

## Honneur
L'astéroïde (1276) Ucclia est nommé en l'honneur de la commune d'Uccle et de l'Observatoire royal de Belgique.